# Civil Air Patrol

Sigill för Civil Air Patrol.

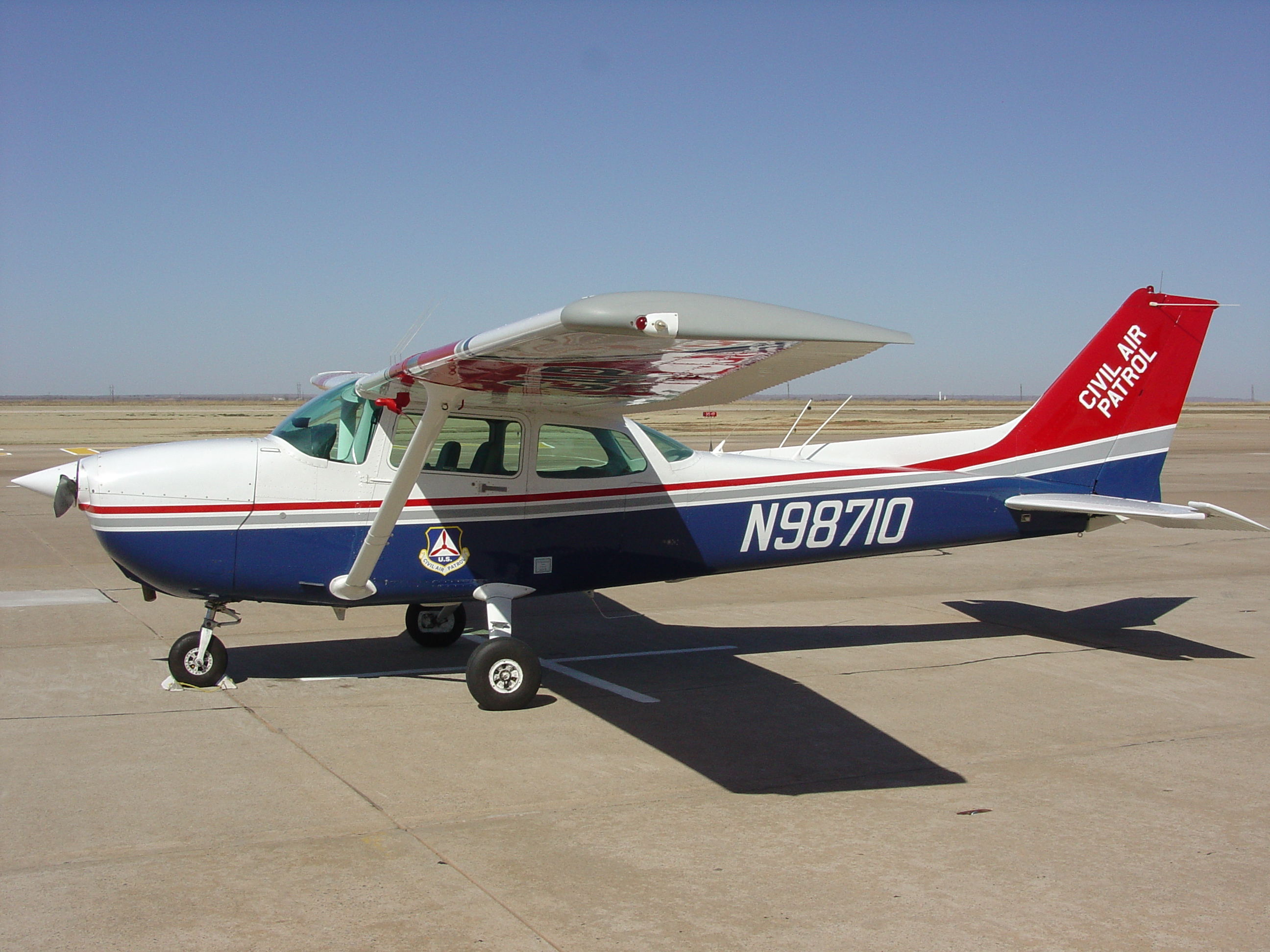
En Cessna 172 i Civil Air Patrols målning.

Civil Air Patrol är en försvarsorganisation i USA som fungerar som det amerikanska flygvapnets frivilligorganisation och som funnits sedan 1941. 
Organisation har sina stadgar (engelska: charter) erkända av USA:s kongress och får assistera flygvapendepartementet i dess icke-militära uppdrag med dess frivilliga som icke stridande. Flygvapenministern är bemyndigad i lag att kunna använda sig av dess resurser och att upplåta flygvapnets anläggningar och infrastruktur till Civil Air Patrol. När Civil Air Patrol stödjer flygvapnet fungerar First Air Force (1 AF) i Air Combat Command som dess flygvapenkontakt i befälskedjan från 2016.
Civil Air Patrol har cirka 60 000 medlemmar, såväl ungdomar som äldre och förfogar över 550 flygplan. Högkvarteret finns vid Maxwell Air Force Base i Alabama.